# ゼファーガンダム
ゼファーガンダム (Zephyr Gundam) は、漫画『アウターガンダム』に登場するモビルスーツ (MS)。ゼファーファントム（Zephyr Phantom）とも。
『機動戦士ガンダム』に登場する「RX-78 ガンダム」をベースにした無人MSである。
本項では、ゼファーファントムシステム搭載機に関する機体についても併せて記載する。

## 解説
ワイハマー・T・カインズ博士が提唱した無人機（ファントム）システム実証試験機で、非公式作品ながらも宇宙世紀初の無人MSである。ガンダムシリーズの無人MSとしては『新機動戦記ガンダムW』に登場するモビルドールがあるが、ゼファーは完全自立制御であり、あらかじめ入力されたプログラムではなく自己の判断でミッションをこなす点は決定的に異なる。また、蓄積されたデータを元に自ら学習するため、最終的にはあたかも感情らしきものが芽生えていた。
基本性能はベース機のRX-78に準拠していると思われるが、無人機であるためにパイロットの生命維持や高加速からの保護を考える必要がなく、その分だけ戦闘時の機動能力は高い。有人機でコックピットがある箇所には、ゼファーファントムシステムの中央ブロックが存在する。また、外見もRX-78とほとんど同一だが、両肩部にシールドが固定装備され、バックパック形状はガンダムNT-1に酷似している。また、増加装甲や重火器であるメインアームなどを装備した「フォームIII」と呼ばれる状態も存在し、突撃艇状の形態で戦域に到達したのちに、防御層を分離させてMS形態となる。
機体名称の「ゼファー」は、カインズ博士の郷里の言葉で「西風」を意味する。
開発は中国江蘇省の秘密工場で行われ、最終的にはソロモン戦にてカタールと交戦の後に大破し、残った残骸は連邦軍の第一級軍事機密とされ、関係者ですら二度と開けることのできない倉庫の奥に封印された。

## RX78重装改 実験型
漫画『機動戦士ガンダム プログラム＝マスター』に登場（型式番号：FX-705）。
UAI社開発のゼファーガンダムの重装型試験機。実働試験が終わったところで一年戦争が終結したため、開発は凍結された。その間にも、次世代テクノロジーの導入が始まったために旧式となり、書類上は棄却処理されている。武装はバーストショットガン、ロングビームサーベル、多弾頭型追尾ミサイル4基搭載したランチャーポッド、ヘッドガトリング砲2門。